# Вілламанья
Вілламанья (італ. Villamagna) — муніципалітет в Італії, у регіоні Абруццо,  провінція К'єті.
Вілламанья розташована на відстані близько 155 км на схід від Рима, 70 км на схід від Л'Аквіли, 6 км на схід від К'єті.
Населення — 2396 осіб (2014).
Щорічний фестиваль відбувається 13 липня. Покровитель — Santa Margherita.

## Демографія
Населення за роками:

Станом на 1 січня 2023 року в муніципалітеті офіційно проживало 114 іноземців з 15 країн, серед них 42 громадяни країн Євросоюзу та 7 громадян України.

## Сусідні муніципалітети
- Арі
- Букк'яніко
- Мільяніко
- Рипа-Театіна
- Вакрі